# Gastrochilus puncticulatus
Gastrochilus puncticulatus là một loài thực vật có hoa trong họ Lan. Loài này được Cavestro mô tả khoa học đầu tiên năm 2000.